# Istria (Constanța)
Pour les articles homonymes, voir Istria.
Istria est une commune roumaine du județ de Constanța, dans la province historique de Dobroudja du Nord, au sud des limans des bouches du Danube sur le littoral de la Mer Noire. Elle est surtout connue par le site archéologique homonyme.

## Histoire
Le village est peuplé par environ 1500 habitants, d'origines dicienne (roumains locaux), moldave (roumains venus du Boudjak), turque et tatare, pontique et lipovène. Ils vivent d'agriculture, d'élevage, d'apiculture, de l'exploitation des cannes, de pêche sur le liman et surtout, depuis le XXIe siècle, du tourisme. Le nom est en lien étymologique avec l’Istros, nom grec antique du Danube. C'est d'ailleurs l'alluvionnement danubien qui a envasé le port grec antique, tandis que la défaite des Romains face aux Bulgares en 680 marque sa transformation en simple village de pêcheurs. Après avoir formé au XVe siècle une province militaire, Istria est intégrée au XVIIe siècle dans le pachalik de Silistra, une province turque gouvernée par les pachas de Silistra et relevant de l'exarchat Proïlavon du patriarcat œcuménique de Constantinople, administrant les chrétiens des rivages du bas-Danube en aval de Belgrade et de la mer Noire entre Varna et l'estuaire du Dniepr. Pendant la longue période ottomane (1422-1878), le nom turc du village était Kara-Nasuf (« Nasuf le noir », du nom du propriétaire turc des lieux).